# Município de New Haven (condado de Huron, Ohio)
O município de New Haven (em inglês: New Haven Township) é um município localizado no condado de Huron no estado estadounidense de Ohio. No ano de 2010 tinha uma população de 2.621 habitantes e uma densidade populacional de 43,05 pessoas por km².

## Geografia
O município de New Haven encontra-se localizado nas coordenadas 41° 01′ 32″ N, 82° 40′ 32″ O. Segundo a Departamento do Censo dos Estados Unidos, o município tem uma superfície total de 60.88 km², da qual 59,89 km² correspondem a terra firme e (1,62 %) 0,99 km² é água.

## Demografia
Segundo o censo de 2010, tinha 2.621 habitantes residindo no município de New Haven. A densidade populacional era de 43,05 hab./km². Dos 2.621 habitantes, o município de New Haven estava composto pelo 95,69 % brancos, o 0,42 % eram afroamericanos, o 0,38 % eram amerindios, o 0,46 % eram asiáticos, o 2,21 % eram de outras raças e o 0,84 % eram de uma mistura de raças. Do total da população o 4,27 % eram hispanos ou latinos de qualquer raça.